# Bovindo

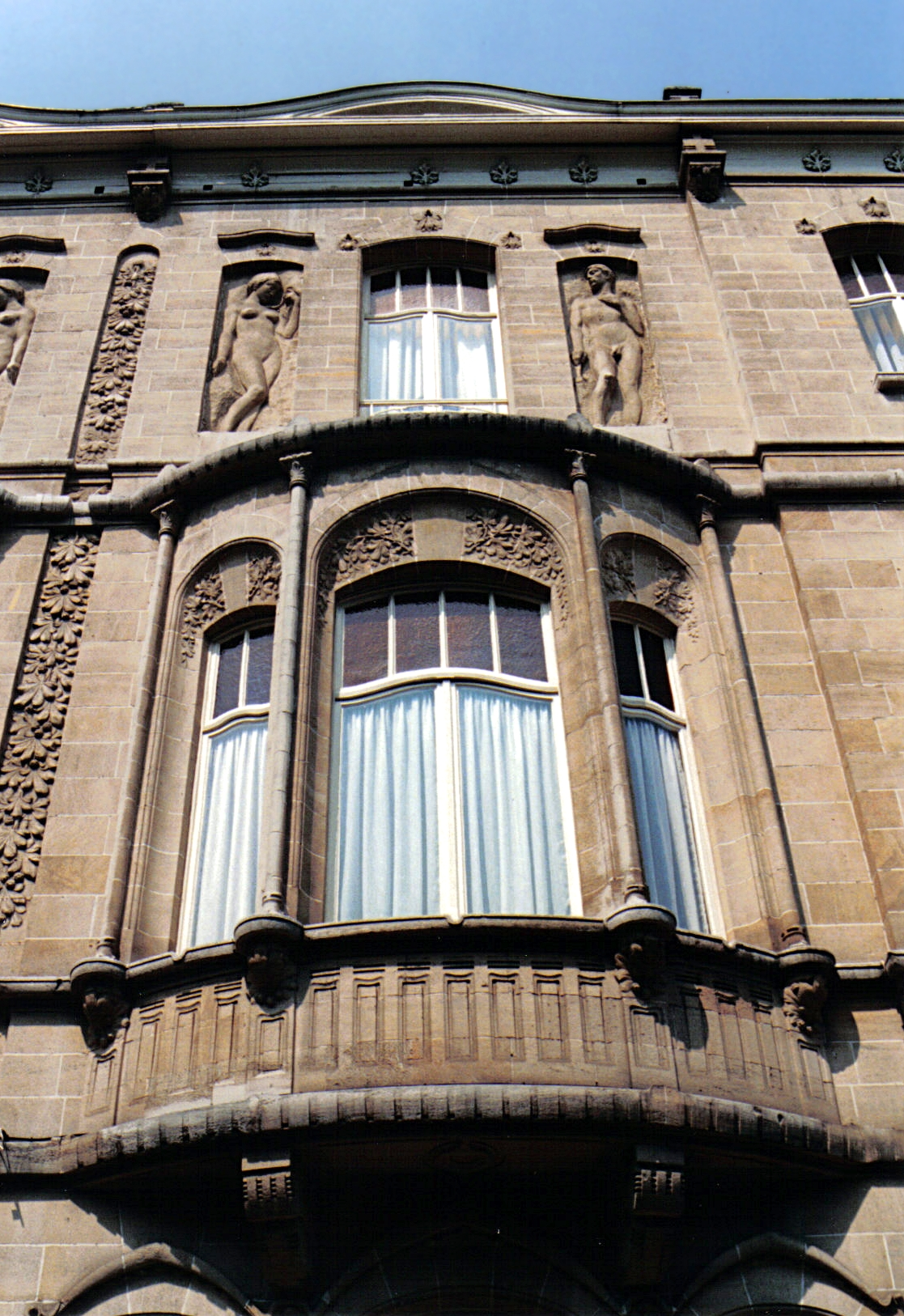
Bow window sul Boulevard De Smet de Nayer a Bruxelles (stile Art Nouveau)

Il bovindo è in un particolare tipo di finestratura, in cui gli infissi e le ante vetrate non sono allineate al muro, ma risultano seguire un percorso ad arco orizzontale aggettante dalla muratura, da cui il termine inglese.
Il termine bovindo deriva dall'italianizzazione della locuzione inglese bow window (lett. "finestra ad arco"), da non confondere con il bay window (lett. "finestra a golfo"). La differenza sostanziale tra bow window e bay window è, infatti, che bow window è una finestra, mentre i bay window sono più simili a balconi finestrati.

## Galleria d'immagini

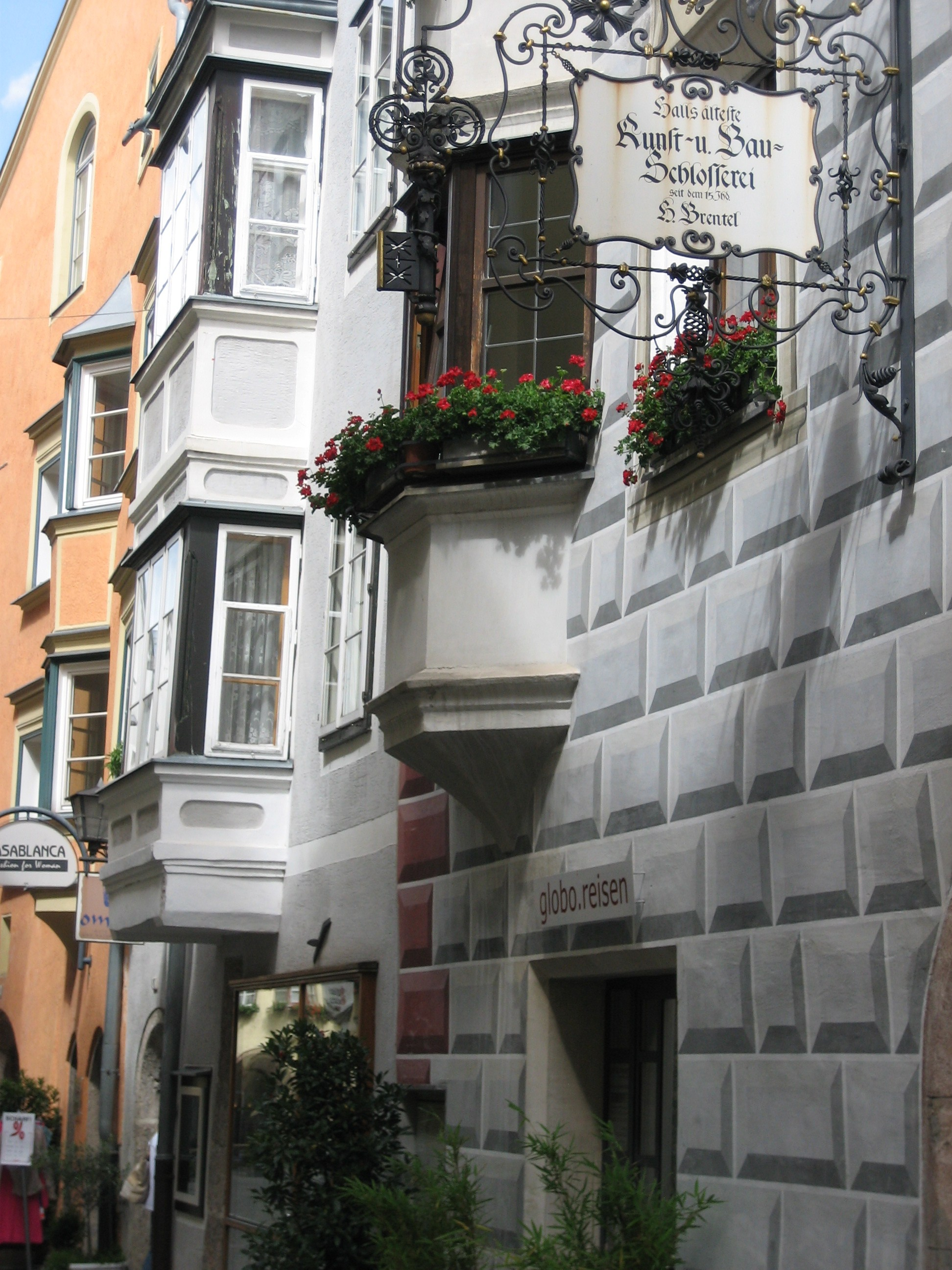
Bovindo a Hall in Tirol, Austria
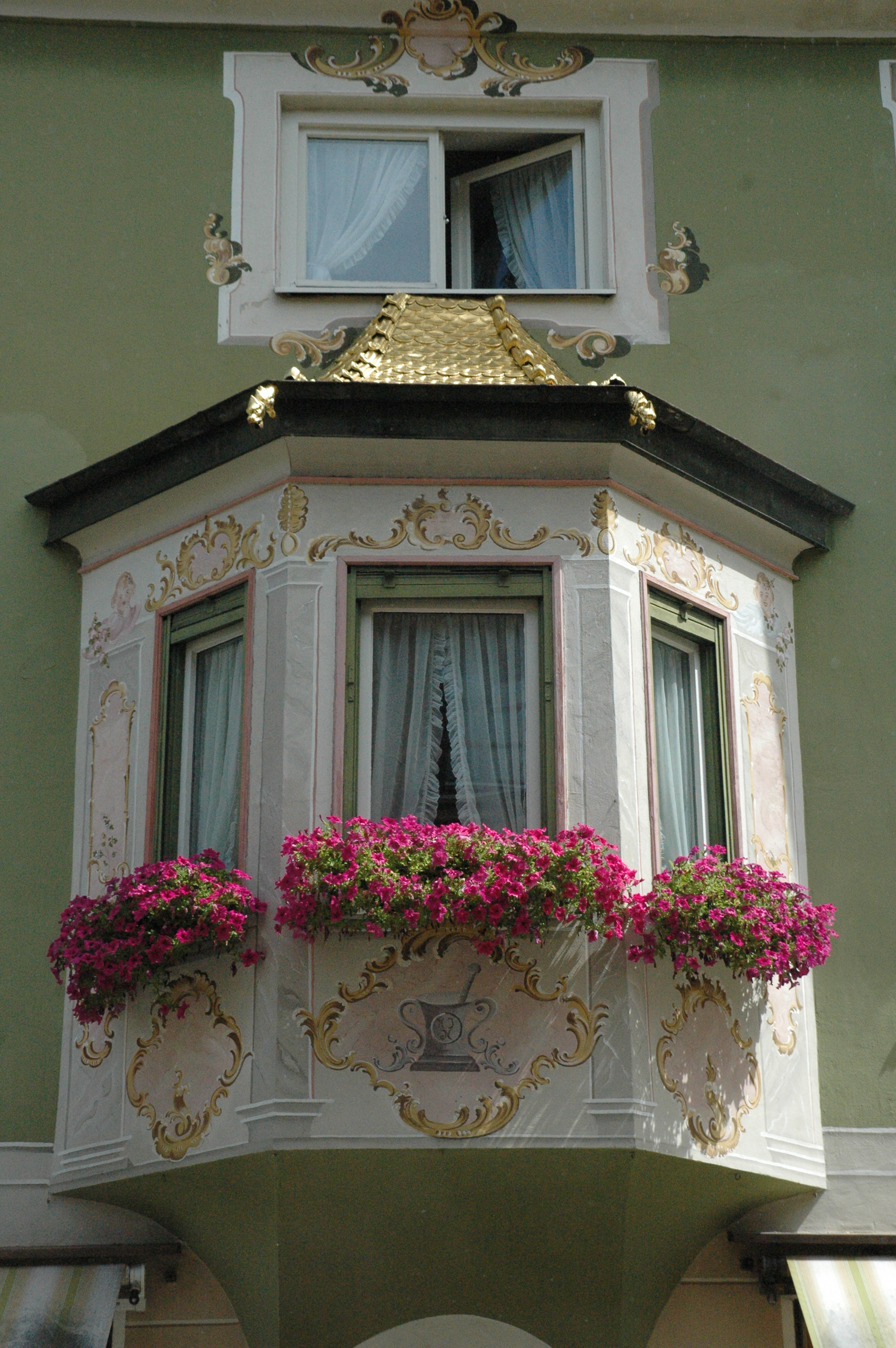
Bovindo sulla Ludwigstraße di Garmisch-Partenkirchen (Baviera), Germania.
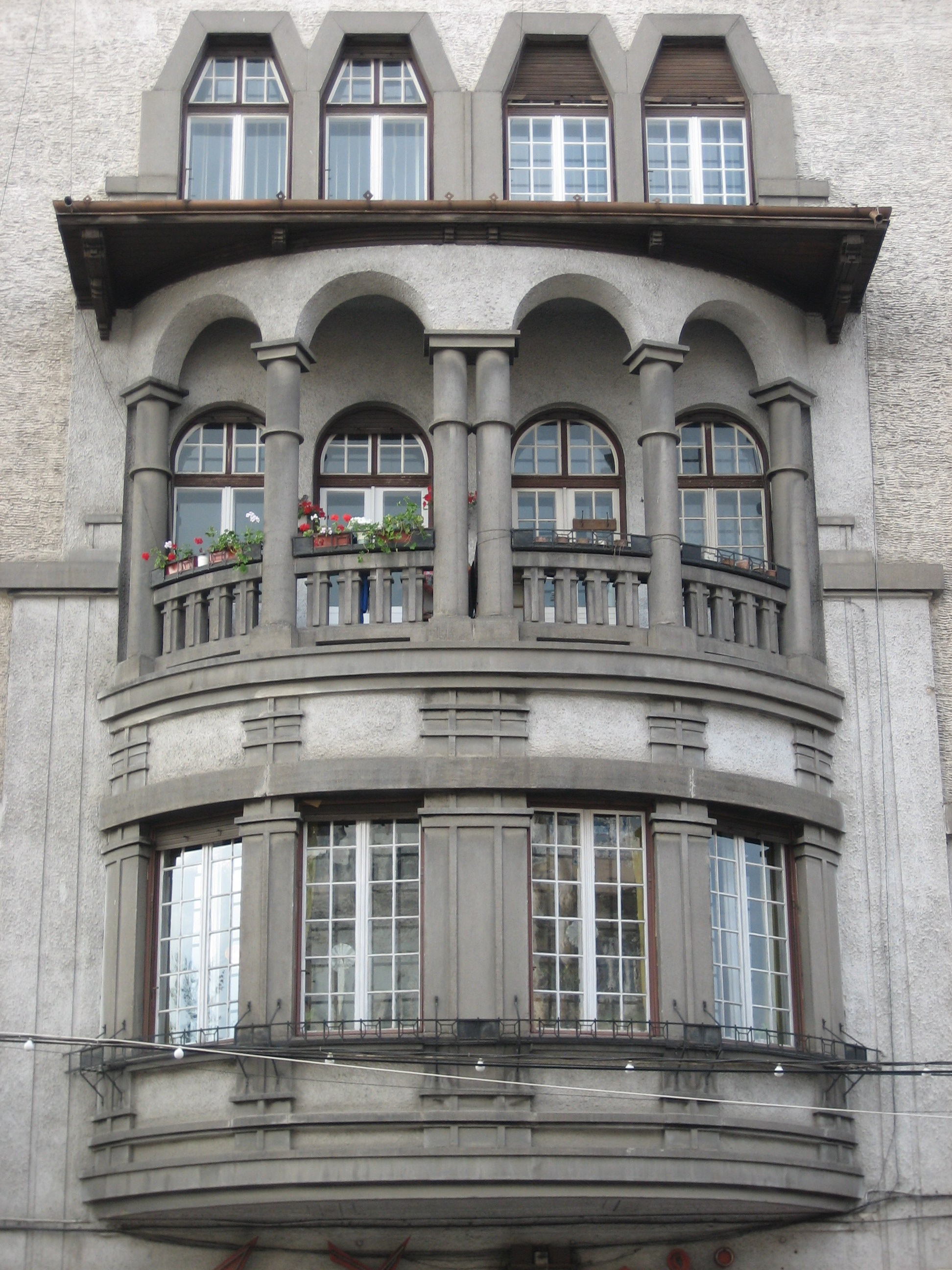
Bovindo a Cluj-Napoca (Transilvania), Romania
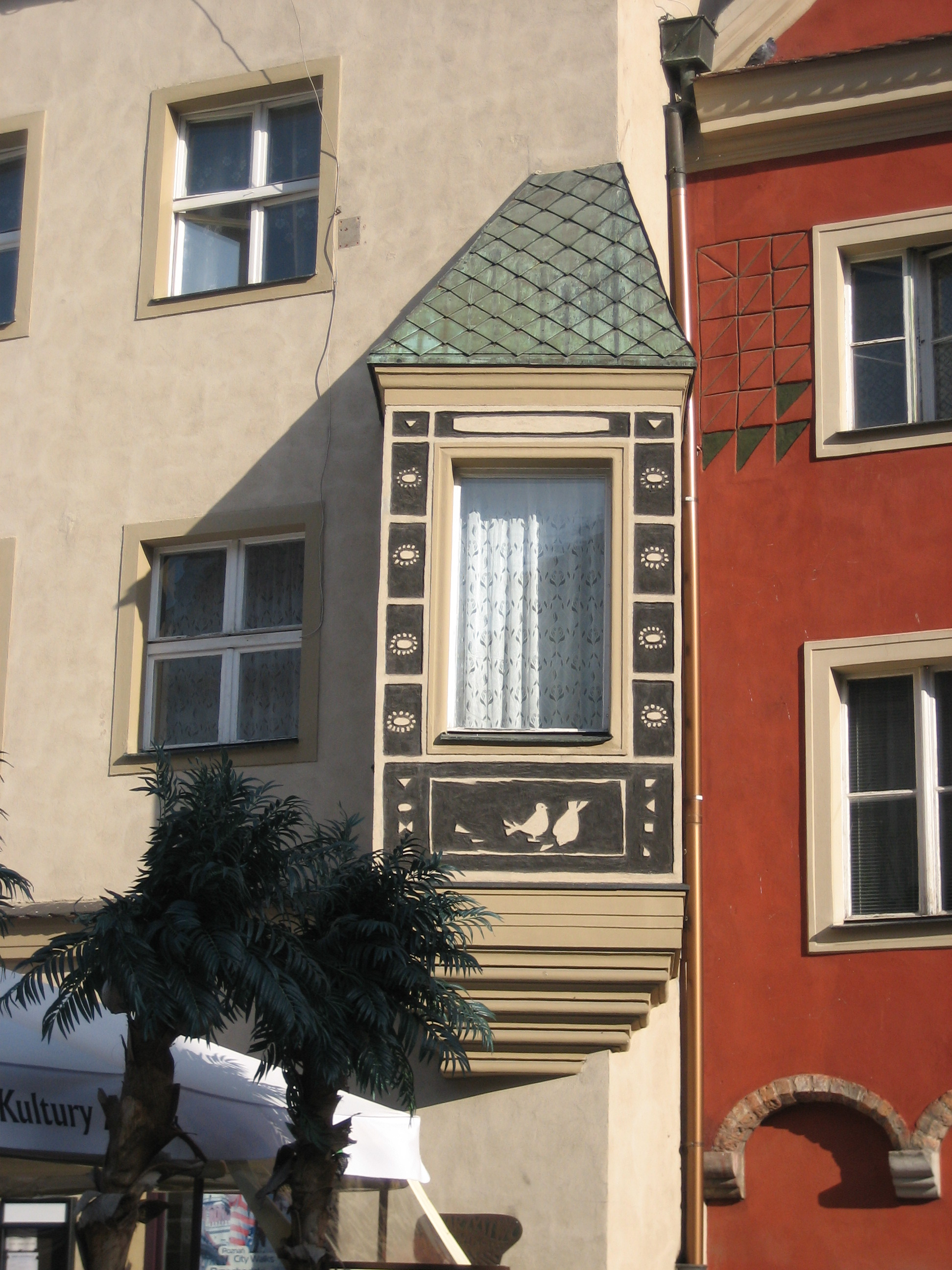
Bovindo a Poznań, Polonia